# 彭措自焚事件
彭措自焚事件于2011年3月16日发生在中华人民共和国四川省阿坝藏族羌族自治州阿坝县，时年19岁的仁增彭措（Rigzin Puntsog）在格尔登寺外的十字路口当街自焚。央視網認為，彭措是为效仿四川藏区第一起自焚事件（2009年）中的自焚者扎白，想成为藏族的“英雄”。2011年9月26日，有效仿者制造了另一起自焚事件。

## 事件经过
3月16日下午，仁增彭措来到格尔登寺外的十字路口，开始自焚。随后，他奔向就近的医院，但一伙僧人将其强行带走并将其藏于格尔登寺内。在经过长时间的谈判后， 这伙僧人同意放人，彭措的母亲将其送往医院救治。

## 死亡疑云
关于彭措之死的报告大相径庭。自由亚洲电台和国际声援西藏运动引用当地藏人的话称警方先灭火，后将他殴打致死。根据《時代雜誌》和寺内僧人的说法，警察和便衣人员在15分钟内出现，先灭了火，然后对其拳打脚踢。据新华社报道，彭措之死是因为僧人阻碍将其送往医院而延误了治疗引起的。
关于彭措的年龄也有多种说法，中国大陆媒体有16岁、19岁的说法，而亚洲自由电台则报道称彭措全名洛桑彭措（Lobsang Phuntsog）时年21岁。《英文中国邮报》则报道为24岁。

## 事件后续
事件现场附近发生过示威抗议活动，近千名僧人高喊口号。在达兰萨拉也进行了一场约有500人参加的游行。三名僧人因帮助彭措自焚而被判刑，他们的刑期分别是10年，11年和13年，其中一人还是彭措的亲属。
2011年9月26日，18岁的洛桑格桑（Lobsang Kalsang）和19岁的洛桑贡觉（Lobsang Konchok）也进行了自焚。洛桑格桑是仁增彭措的兄弟。宣传团体声称，两名僧侣呼吁宗教自由，并在自焚之前大喊“达赖喇嘛万岁”。该起事件发生于格尔登寺。2011年10月19日，加贾帕提县昌德拉吉里地区的藏族移民发起了一场为期三天的抗议活动，反对汉人对藏人的行为。不同的藏族人本地团体组织了大规模的祈祷和禁食活动。